# تکاب بند
تکاب بند یا تگاب بند روستایی در دهستان قائن بخش مرکزی شهرستان قائنات استان خراسان جنوبی ایران است. بر پایه سرشماری عمومی نفوس و مسکن در سال ۱۳۹۰ جمعیت این روستا ۱۶۱ نفر (در ۴۵ خانوار) بوده‌است.